# Flavobacterium succinicans
Flavobacterium succinicans ist eine Art von Bakterien.

## Merkmale
Die Art Flavobacterium succinicans ist Gram-negativ. Die Zellen sind stäbchenförmig, die Länge liegt zwischen 0,5 µm in Breite und 4 – 6 µm Länge. Auch längere Zellen mit bis zu 40  µm können auftreten. Die Art ist aerob sowie fakultativ anaerob. Im anaeroben Wachstum sind die Bakterien nicht pigmentiert. Bei Wachstum mit Sauerstoff werden gelb-orange Carotinoide produziert. Unter anaeroben Bedingungen findet die Gärung statt, Endprodukte sind Acetat, Ameisensäure und Succinat. Auf letzteren bezieht sich der Artname F. succinicans. In älteren Kulturen treten Sphäroplasten auf. Katalase wird entweder gar nicht oder nur sehr schwach gebildet. Die optimale Wachstumstemperatur ist 25 °C. Das Bakterium besitzt keine Flagellen, allerdings kann es sich gleitend fortbewegen („gliding motility“). Diese Art der Fortbewegung ist bei vielen Arten der Gattung Flavobacterium zu beobachten.
Der GC-Gehalt in der DNA liegt bei 34 – 36,7 %.

## Systematik
Flavobacterium succinicans zählt zu der Familie der Flavobacteriaceae, welche wiederum zu der Ordnung Flavobacteriales gestellt wird.